# مورتن أندرسن
مورتن أندرسن (بالنرويجية البوكمول: Morten Andersen)‏ هو مصور نرويجي، ولد في 1965.